# Думпис, Улдис Теодорович
Улдис Теодорович Думпис (латыш. Uldis Reinis Dumpis; родился 3 октября 1943 года, Бауска, Рейхскомиссариат Остланд) — советский и латвийский актёр театра и кино. Народный артист Латвийской ССР (1987)

## Биография
Улдис Думпис родился 3 октября 1943 года в городе Бауска в семье Теодорса Рейниса Думписа (1923—1945) и Лилии Рамане (1922—2002). Родители на момент его рождения были студентами Латвийского университета — отец учился на юриста, мать — на филолога. Во время Второй Мировой войны Теодорс был призван в Латышский добровольческий легион СС и пропал без вести под самый конец войны.
Учился в Ислицкой начальной школе. Окончил Баускскую среднюю школу и театральный факультет Латвийской государственной консерватории имени Я. Витола (1965). С того же года актёр Академического театра драмы Латвийской ССР им. А. Упита (Национального театра).
С 1964 года снимается в кино.
Женат на теле-режиссёре Дайне Дзене, в браке родилось двое детей: дочь Даце (род. в 1967 году) и сын Юргис (1971—1988).

## Признание и награды
- Заслуженный артист Латвийской ССР (1977)
- Народный артист Латвийской ССР (1987)
- Орден Трёх звёзд IV степени (2002)[2]
- Почётная грамота Кабинета Министров Латвии (2015)[3]
- Почётная грамота Президента Латвии (2023)[4]

## Творчество

### Роли в театре

#### Театр драмы им. А. Упита (Национальный театр)
- 1965 — «Свою пулю не слышишь» Арвида Григулиса — Салениекс
- 1966 — «Золотой мальчик» Клиффорда Одетса — Пепер Вайт
- 1966 — «Любовь Яровая» Константина Тренёва — Кошкин
- 1967 — «Йынь с острова Кихну — дикий капитан» Юхана Смуула — Анти
- 1967 — «Чёртов кряж» Эгона Ливса — Автор
- 1968 — «Идеальный муж» Оскара Уайльда — Лорд Артур Горинг
- 1969 — "Трамвай «Желание» Теннесси Уильямса — Мич
- 1969 — «Дни портных в Силмачах» Рудольфа Блауманиса — Пичукс
- 1971 — «Лилиом» Ференса Мольнара — Лилиом
- 1972 — «Дачники» М. Горького — Шалимов
- 1973 — «Лоренцачо» Альфреда де Мюссе — Джулиано Сальвати
- 1974 — «Похожий на льва» Рустама Ибрагимбекова — Мурад
- 1975 — «Дни портных в Силмачах» Рудольфа Блауманиса — Абрам
- 1976 — «Утиная охота» Александра Вампилова — Зилов
- 1976 — «Месяц в деревне» И. С. Тургенева — Ракитин
- 1977 — «Часы с кукушкой» Яниса Юрканса — Микс
- 1979 — «Ученик дьявола» Джорджа Бернарда Шоу — Бергойн
- 1980 — «Времена землемеров» Рейниса и Матиса Каудзит — Тенцис
- 1981 — «Ревизор» Н. В. Гоголя — Городничий
- 1982 — «Чудесные похождения старого Тайзеля» Маргера Зариньша — Тайзель
- 1984 — «Метеор» Петериса Петерсона — Модест
- 1985 — «Огонь и ночь» Райниса — Кангар
- 1986 — «Нюрнберг… 1948…» Эбби Манна — Чарз Беркет
- 1989 — «Мадам, мы едем в Акапулько!» Ива Жамиака — Жером
- 1990 — «Лолита» по роману Владимира Набокова — Клэр Куильти
- 1991 — «Священные чудовища» Жана Кокто — Флоран
- 1993 — «Круг» Сомерсета Моэма — Лорд Портис
- 1995 — «Салемские ведьмы» по пьесе Артура Миллера «Суровое испытание» — Дэнфорт
- 1996 — «Земля зелёная» Андрея Упита — Бривиньш
- 1997 — «Мамуре» Жана Сармана — Антуан
- 1998 — «Сирано де Бержерак» Эдмона Ростана — Де Гиш
- 1999 — «Старший сын» Александра Вампилова — Сарафанов
- 2000 — «Буря» Уильяма Шекспира — Просперо
- 2001 — «Западная пристань» Бернар-Мари Кольтеса — Кох
- 2002 — «Да здравствует королева, виват!» Роберта Болта — Сесил
- 2003 — «Железная трава» Инги Абеле — Вильгельм Путнс

### Фильмография
1. 1964 — Армия «Трясогузки» — адъютант полковника
2. 1965 — «Тобаго» меняет курс — Нордекис, штурман
3. 1965 — Заговор послов — Эдвард Берзинь, командир стрелков
4. 1967 — В 26-го не стрелять — резидент
5. 1968 — Щит и меч — немецкий офицер, ас Люфтваффе
6. 1969 — Тройная проверка — Краузе, немецкий офицер
7. 1969 — Лучи в стекле — Улдис Ритум
8. 1969 — Мальчишки острова Ливов — бандит
9. 1971 — Город под липами — Гринс
10. 1971 — Тростниковый лес — Албинс
11. 1971 — Танец мотылька — спутник Иевы в баре
12. 1971 — Нас четверо — Озолс
13. 1972 — Петерс — Фридрих Бриедис
14. 1973 — Олег и Айна — Эдуард
15. 1973 — Вей, ветерок! — Дидзис
16. 1973 — Шах королеве бриллиантов — адвокат Робежниек
17. 1973 — В клешнях чёрного рака — Янис Пикиерис
18. 1973 — Афера Цеплиса — Бриедис
19. 1974 — Свет в конце тоннеля — Лаукс
20. 1974 — Приморский климат — Дундэ
21. 1975 — Нападение на тайную полицию — барон
22. 1975 — Ключи от рая — Лаукс, майор милиции
23. 1975 — Наперекор судьбе — Альберт Кронс
24. 1976 — Быть лишним — Арнис
25. 1977 — Обмен — Ионас
26. 1977 — И капли росы на рассвете — стрелок в тире
27. 1977 — Мужчина в расцвете лет — Сашиньш
28. 1977 — Отблеск в воде — Браткус
29. 1978 — Ралли — Беррат
30. 1978 — Твой сын — Пурвиньш, инженер
31. 1979 — Ночь без птиц — Янис Церпс
32. 1979 — Встреча — Янис, шофёр
33. 1979 — Ждите «Джона Графтона» — связной
34. 1980 — Пожелай мне нелётной погоды — Андрис
35. 1980 — Жаворонки — Раймонд
36. 1980 — Три дня на размышление — Дуршис
37. 1980 — Долгая дорога в дюнах — Манфред
38. 1980 — Испанский вариант — Вальтер Шульц (в романе — Штирлиц)
39. 1980 — Факт — Шмидеман
40. 1981 — Лимузин цвета белой ночи — Эрик
41. 1982 — Моя семья — Валтер Ронис
42. 1982 — Таран — Роберт
43. 1982 — Забытые вещи — влюблённый
44. 1982 — Самая длинная соломинка — одноглазый
45. 1983 — Ворота в небо — Кляйн
46. 1983 — Выстрел в лесу — Васариньш
47. 1984 — Мой друг Сократик — Кулаков
48. 1984 — Канкан в Английском парке — Генрих Мартинец
49. 1985 — Двойной капкан — Риексталс
50. 1985 — Матч состоится в любую погоду — Фридрих Курц
51. 1985 — Контрудар — Вольф-Гуттгер
52. 1985 — Проделки сорванца — отец Эмиля
53. 1985 — Мальчик-с-пальчик — эпизод
54. 1986 — Страх — Роде
55. 1986 — В заросшую канаву легко падать — Вилсон
56. 1986 — Секретный фарватер — Герхард фон Цвишен
57. 1987 — Этот странный лунный свет — Криш
58. 1988 — О любви говорить не будем — Вицкис
59. 1988 — Мель — Васильев
60. 1989 — Тапёр — Харальд Брунайс, профессор
61. 1989 — Семья Зитаров — Матисонс
62. 1989 — Дни человека — главный редактор
63. 1991 — Времена землемеров — волостной начальник
64. 1993 — Рождественский переполох — Лаймон Скарайнис
65. 1996 — Рижские каникулы — отец
66. 2000 — Страшное лето — Вильгельм Мунтерс
67. 2000 — Мистерия старой управы — Харис, оператор
68. 2001 — Верная рука — доктор
69. 2002 — На помощь! — Эриньш, безработный
70. 2007 — Стражи Риги — епископ